# Caspar Netscher

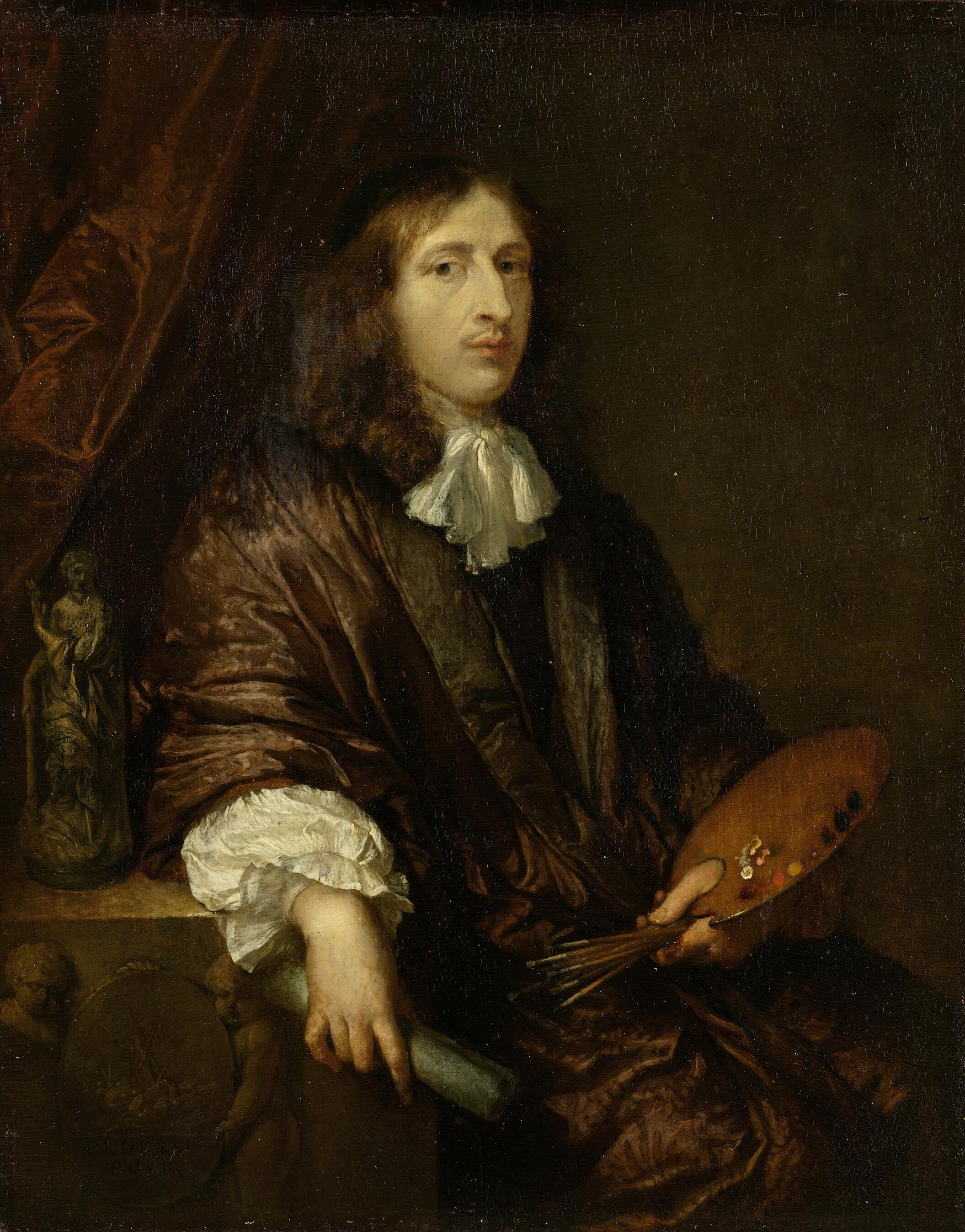
Caspar Netscher: Selbstbildnis, 1675, Rijksmuseum

Caspar Netscher (* 1639 in Heidelberg; † 15. Januar 1684 in Den Haag) war ein Porträt- und Genremaler.

## Leben

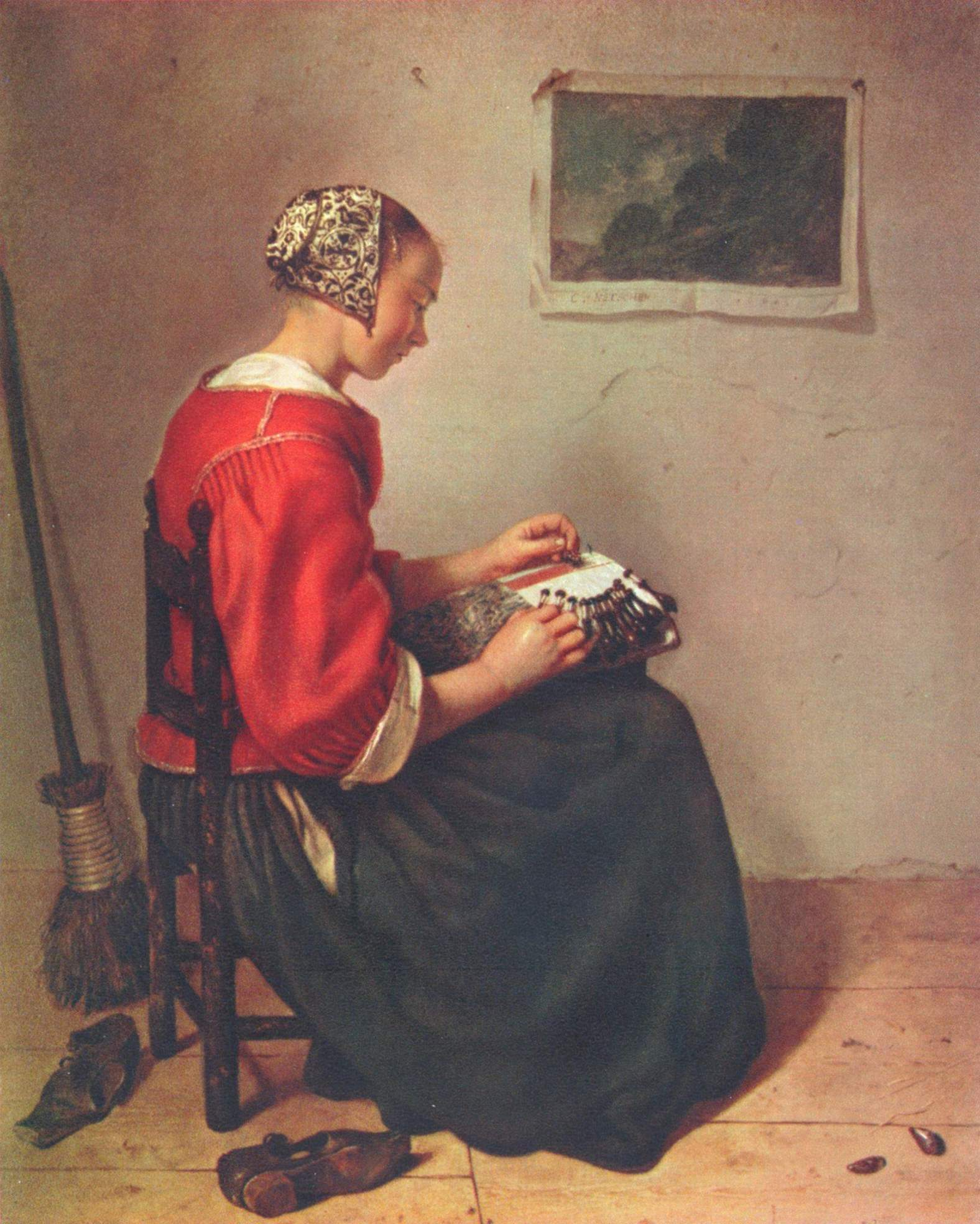
Die Spitzenklöpplerin, Wallace Collection, London, 1664

Netscher war der Sohn des Bildhauers Johann Netscher. Er wuchs in Arnheim auf und ging bei Hendrick Coster in die Lehre. Dort wurde er durch den Arnheimer Lizenzmeister Willem Everwijn um 1654 in die Werkstatt von Gerard Terborch nach Deventer vermittelt. 1658 oder spätestens Anfang 1659 verzog Netscher nach Den Haag. Dort arbeitete er für ansässige Kunsthändler, die er zunächst hauptsächlich mit Kopien von Bildern seines Lehrers, aber auch anderer geschätzter Maler belieferte – ein damals vollkommen geläufiges Verfahren.
Bereits im Sommer 1659 gab er diese schlecht bezahlte Arbeit auf um nach Italien zu reisen und seine künstlerische Ausbildung zu vervollständigen. Seine Schiffsreise führte ihn zunächst nach Bordeaux, wo er Station machte. Sein Leben erfuhr hier jedoch eine entscheidende Wendung, denn er heiratete dort bereits am 25. November 1659 die Hugenottin Margaretha Godijn, die Tochter eines aus Lüttich stammenden Werkzeugmachers.
1662 begab sich Netscher mit seiner jungen Familie – mittlerweile war der Sohn Theodor geboren – zurück nach Den Haag: Am 25. Oktober 1662 ist Netschers Eintritt in die Haager Malergilde Pictura urkundlich belegt. In Den Haag malte er zunächst Genreszenen, die deutlich den Einfluss seines Lehrers Terborch verraten, denn besondere Sorgfalt widmete er der differenzierten Behandlung der Stoffe, wie Orientteppiche, Seide und Brokat in ihrer Wirkung durch Licht und Schatten. Eines seiner bekanntesten Werke ist Die Spitzenklöpplerin, das 1662 entstand (London, Wallace Collection). Bald darauf wendet er sich vor allem der Porträtmalerei zu, wo er hohe Anerkennung fand. Auch König Willem III. ließ sich von ihm porträtieren.
Auch seine Söhne Theodor Netscher (* 1661 in Bordeaux; † 1732 in Hulst) und Konstantin Netscher (* 1668 in Den Haag; † 1722 ebenda) waren Maler.

## Werke
- Dame bei der Toilette, Leinwand, 81 × 64 cm. Kunstmuseum Basel
- Anno MDCLV (Sängerin und Lautenist), 1655, Berlin, Archiv für Kunst und Geschichte
- Eine ältere Dame, 1670, Leinwand, 45 × 37 cm. Gemäldegalerie Alte Meister, Kassel.
- Gesang mit Klavierbegleitung, 1666, Holz, 60 × 46 cm, Gemäldegalerie Alte Meister, Dresden.
- Hirtenpaar, 1683, Leinwand, 54 × 44 cm, Herzog Anton Ulrich-Museum, Braunschweig.
- Inneres einer Scheune, Leinwand, 67 × 77 cm, Philadelphia Museum of Art, Philadelphia (Pennsylvania).
- Jacoba de Graeff, geborene Bicker, 1663, Holz, 51 × 36 cm, Rijksmuseum, Amsterdam.
- Lady Philippina Staunton, 1668, Leinwand, 87 × 69 cm, Rijksmuseum, Amsterdam.
- Pieter de Graeff, 1663, Holz, 51 × 36 cm, Rijksmuseum, Amsterdam.
- Ludwig, Markgraf von Brandenburg, 1682, Leinwand, 47,7 × 39,4 cm, Jagdschloss Grunewald, Berlin.
- Dame am Fenster, 1666, Leinwand, 46 × 37 cm National Gallery of Art, Washington, D.C.

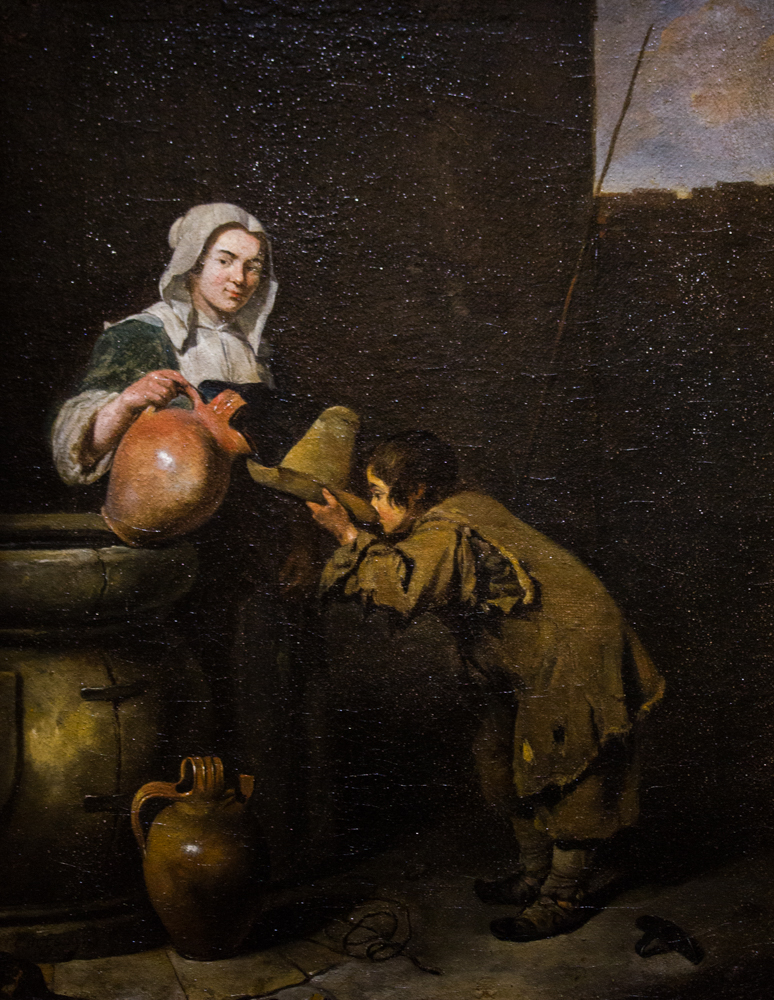
Kleiner Bettler trinkt aus seinem Hut, 1662
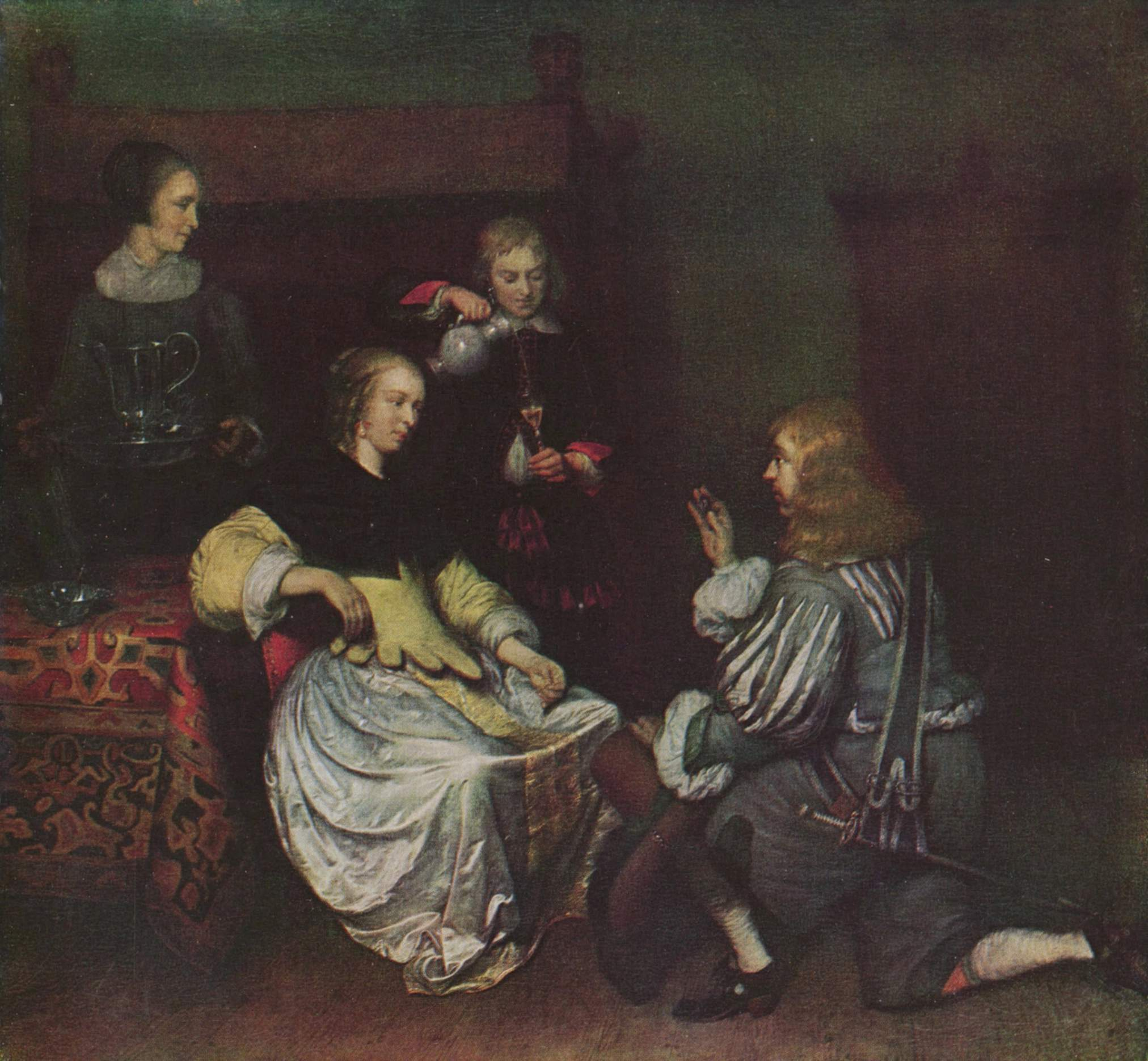
Das Medaillon
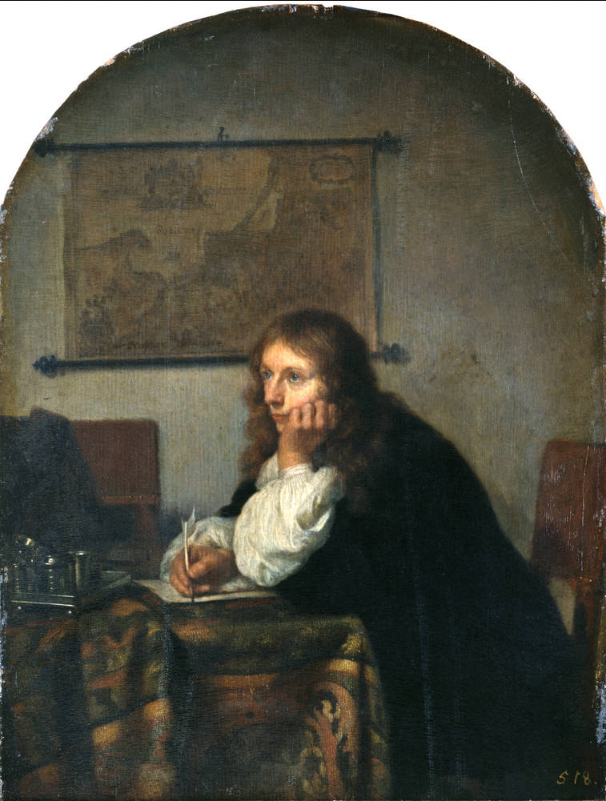
Der Briefschreiber
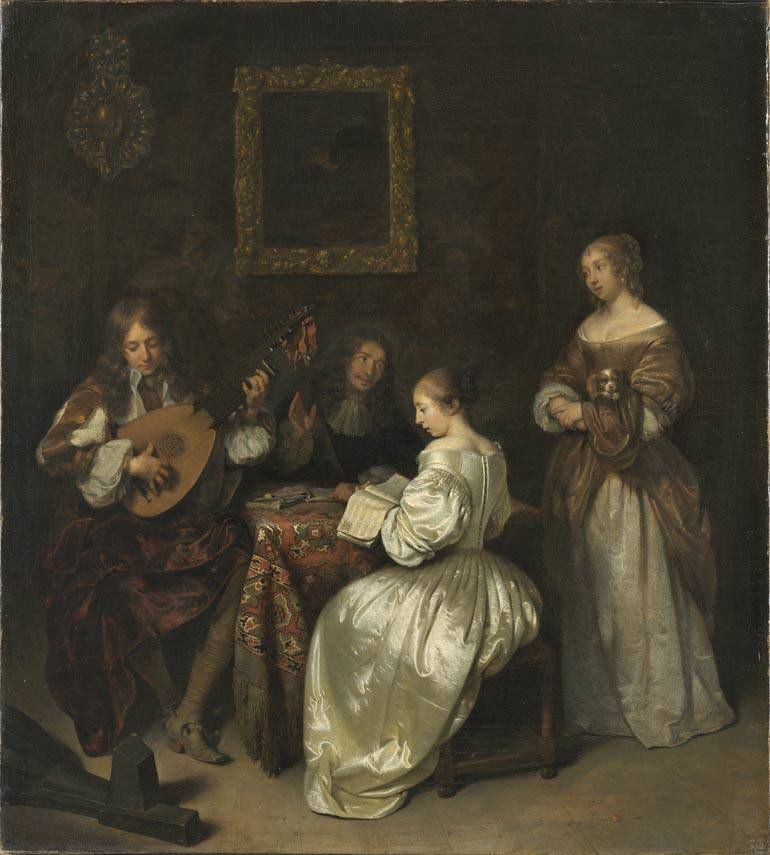
Musikalische Unterhaltung, 1665
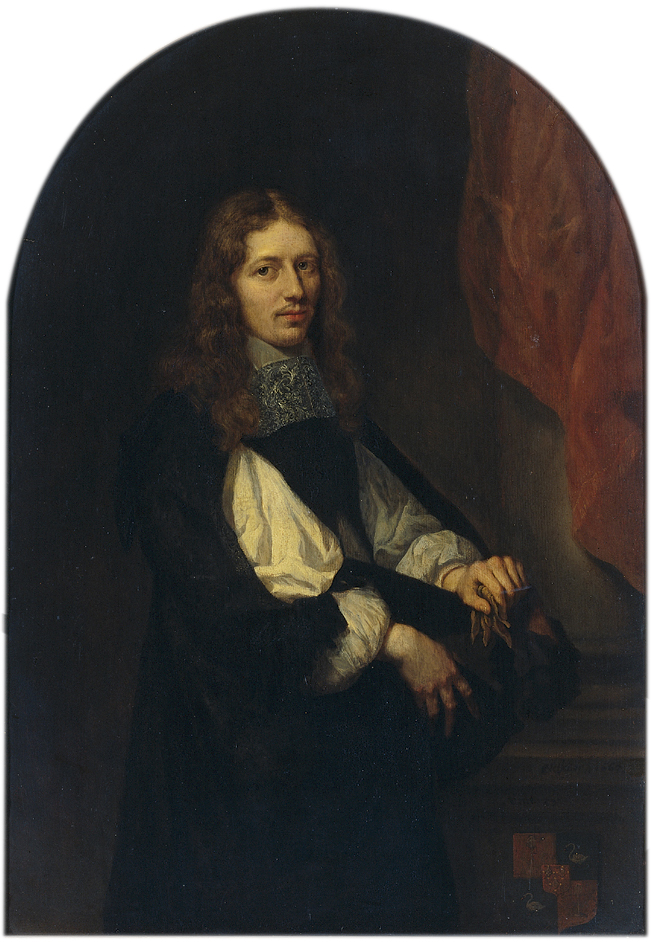
Pieter de Graeff, 1663
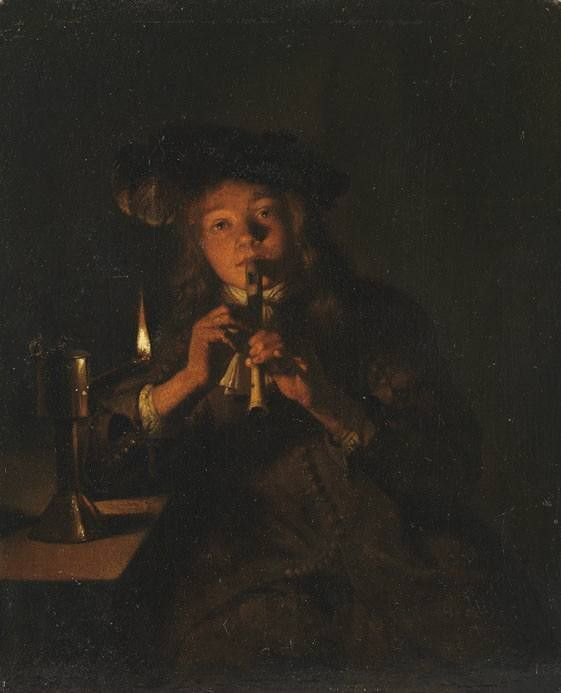
Flöteblasender Knabe im Schein einer Öllampe
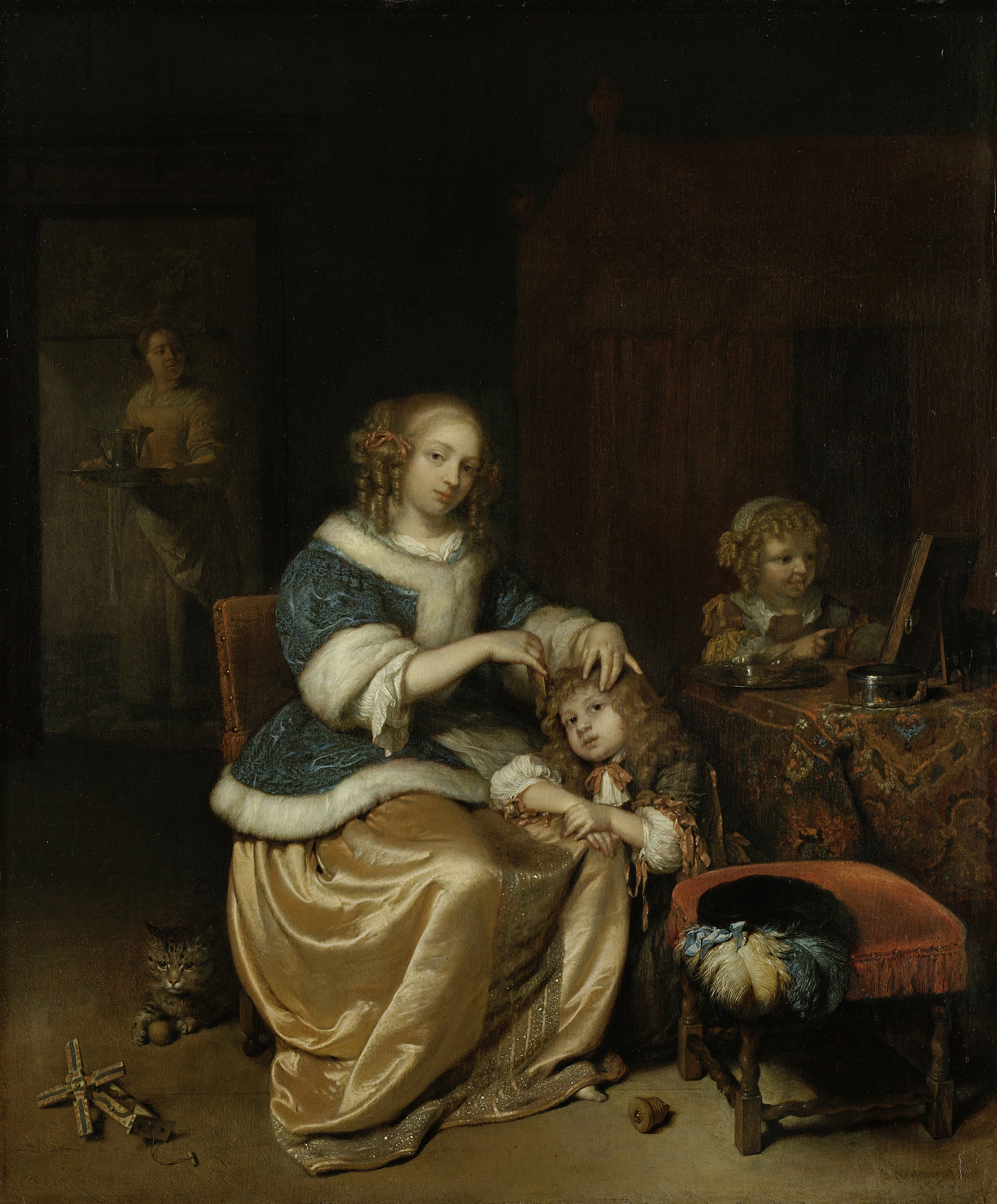
Mutterliebe (niederl.: Moederzorg), 1669
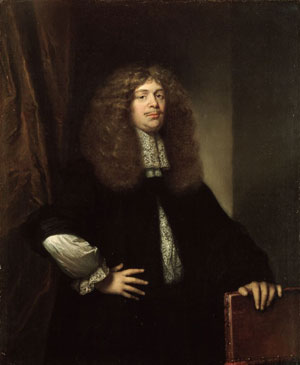
Coenraad van Beuningen, 1673
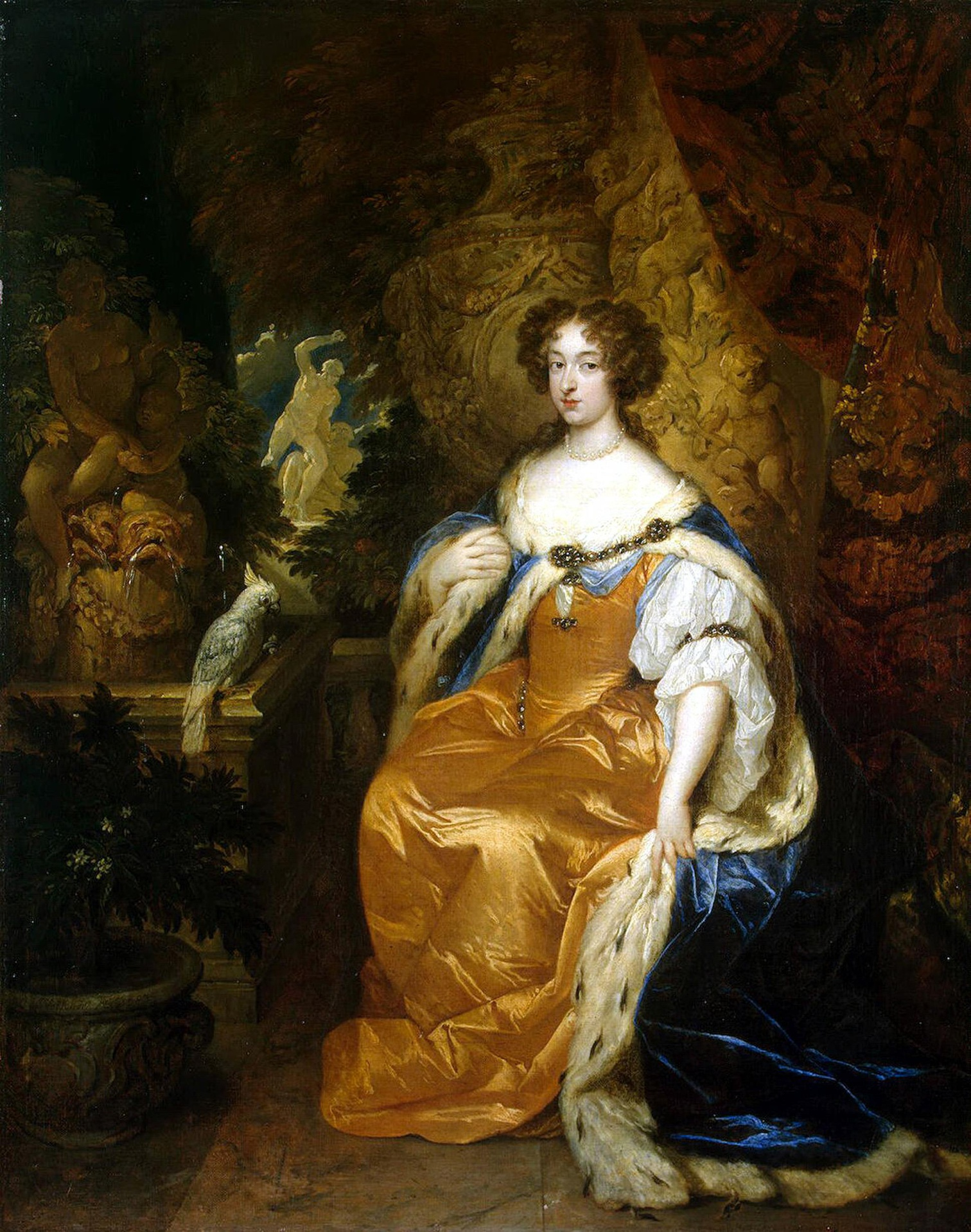
Mary Stuart II mit Kakadu, 1683